# إفانيسنس
إڤانيسنس (بالإنجليزية: Evanescence) هي فرقة روك أمريكية أُسست في ليتل روك، أركنساس عام 1995 بواسطة المغنية وعازفة البيانو إيمي لي وعازف الإيتار بن مودي. بعد تسجيل عدة اسطوانات مُستقلة، أصدرت الفرقة أول ألبوم إستوديو لها باسم Fallen عبر شركة تسجيلات وايند أب في 2003. حَقق البوم الساقط مبيعات تجاوزت 17 مليون نسخة حول العالم وساعد الفرقة في الحصول على جائزتي جرامي. في 2006 أصدرت الفرقة ألبومهم الثاني باسم The Open Door والذي تجاوزت مبيعاته 5 ملايين نسخة حول العالم.

## تاريخ الفرقة

### 1995–2001: البداية
تأسست إفانيسنس بواسطة المغنية وعازفة البيانو ايمي لي وعازف الجيتار السابق بن مودى. تقابل الاثنين عام 1994 في معسكر للشباب في ليتل روك، أركنساس حيث أستمع بن مودى إلى ايمي لي وهي تعزف أغنية ميت لوف (I'd Do Anything for Love) على البيانو ثم قامت ايمي لي بتاليف أغنية عزلة (Solitude) وأعطنى (Give Unto Me) وقام بن مودى بتاليف أبديتى (My Immortal) وأتفاق (Understanding).
استطاع الاثنين ايمي لي وبن مودى من الغناء في بعض المحطات الاذاعية المحلية حتى كتب لهم الظهور في عرض حى امام الجمهور مما أكسبهم شعبية محلية قوية. وبعد تجربة بعض الأسماء مثل العزم الطفولى (Childish
Intentions) والمصاب (Stricken) وقع اختيار الفريق على اسم الزوال (Evanescence) وعلقة ايمي لي على اسم الفريق بأنه "اسم غامض، مظلم ويرسخ سريعا في عقول المستمعين"
عام 1998 أصدر الفريق الشريط التجريبى الأول والذي يحمل اسم الفريق أيضاً (Evanescence EP) وصدر منه ما يقارب ال 100 نسخة فقط ثم تم إصدار الشريط التجريبى الثاني عام 1999 باسم يبدو نائماً (Sound
Asleep EP) والذي يعرف أيضاً باسم همس (Whisper EP) وصدر منه 50 نسخة فقط اما الأسطوانة الأولى المصدر (Origin) فصدر منها 2500 نسخة.

### 2002–2005:FallenوAnywhere but Home
في بدايات عام 2003 ومع اكتمال صفوف إفانيسنس بايمي لي، بن مودى، جون ليكونت، روكى جراى وويليام بويد أصدرت الفرقة في شهر آذار من عام 2003 ألالبوم الأول (الساقط) لهم بالتعاون مع شركة وند أب للتسجيلات حقق الالبوم في أول أسبوع له بالاسواق 142,000 نسخة حتى وصلت مبيعات الالبوم في الولايات المتحدة إلى 7 ملايين نسخة، كما تجاوزت مبيعاته 17 مليون في جميع أنحاء العالم، وظل الالبوم مدة 58 أسبوع ضمن أول 20 البوم مبيعاً في قائمة بيلبورد 200.
احتل الألبوم المركز الأول لمدة 43 أسبوع ضمن أول 10 البومات في قائمة بيلبورد 200، كما قضى مدة 104 أسبوعا في قائمة بيلبورد 200. كان الالبوم واحدا من ثمانية البومات في التاريخ باستمراره في قضاء سنة على الأقل ضمن قائمة أول 50 البوم في الولايات المتحدة.
احتوى الالبوم على 11 أغنية ألفت وأعيد كتابتها بواسطة إيمي لي وبن مودى وكانت أول الأغاني المصورة للفريق هي أغنية أعدنى للحياة (Bring Me To Life) والتي حققت نجاحاً منقطع النظير فور عرضهاً إلا أن ايمي لي أشارت انها كتبت هذه الاغنية عن صديقها - انا ذاك - وزوجها حالياً جوش.

#### Anywhere but Home

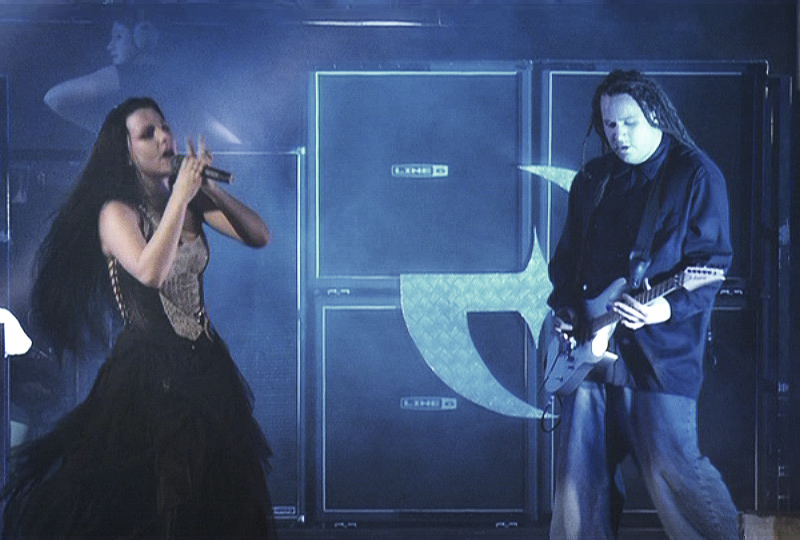
ايفانسيس وهم يؤدون حفل اي مكان الا الوطن في زينيت لي، باريسفي

عام 2004 أصدرت إفانيسنس أسطوانة تحتوى على حفل حي للفريق في العاصمة الفرنسية باريس وفي هذه الحفلة قامت ايمي لي بغناء أغنية طائش (thoughtless) لفرقة كورن، كما احتوت الاسطوانة على ثلاث اغان جديدة للفريق هي مفقود (Missing) وتنفس لا أكثر (Breathe no more) وأبعد (Farther Away).
احتل الالبوم المركز 38 في قائمة أفضل 200 ألبوم في الولايات المتحدة لعام 2004. ومن المعروف ان هذه الاسطوانة جذبت الانظار نحو عازف الطبول روكى جراى. بلغت مبيعات هذا الالبوم حوالي مليوني نسخة حول العالم.

### 2006–2009:The Open Door
هو الالبوم الثاني لإفانسنس صدر في سيبتمبر 2006 لتصل مبيعاته في الاسبوع الأول إلى 447,342 نسخة قامت ايمي لي بتاليف كل أغنيات الالبوم التي وصلت ال 13 أغنية. واحتل الالبوم المركز الأول في قائمة بيلبورد 200 فور صدوره.
أول أغنية مصورة من هذا الالبوم كانت بعنوان حادثنى عندما تكون في وعيك (Call Me When you are Sober) والتي تتحدث بشكل أساسي عن صديق ايمي لي السابق شون مورجن المطرب في الفريق الجنوب أفريقى سيذر الذي خضع لإعادة تاهيل بسبب ادمانة الكحول.
وصلت مبيعات الالبوم حتى الآن في الولايات المتحدة إلى 2.1 مليون نسخة بينما وصلت المبيعات حول العالم إلى 5 ملايين نسخة.

### 2009–الحاضر:Evanescence
تم إصدار الألبوم الثالث بنفس اسم الفرقة في يوم 11 أكتوبر 2011. وقد تصدر قائمة بيلبورد 200 بنفس أسبوع الإصدار وللمرة الثانية بتاريخ الفرقة. يتكون الالبوم من 12 أغنية شارك في كتابتها أعضاء الفرقة جميعهم.

## أعادة التشكيل
رحيل بن مودي وأستبداله ببوسلامو
في أكتوبر 2003 خلال الجولة الأوربية ترك مودي الفرقة بسبب الاختلافات الإبداعية كما ذُكر. قالت ايمي لي في أحد المقابلات الصحفية أن بن مودى غادر لأنهم وصلوا إلى نقطة حيث من الضرورى ان يغادر أحدهم من أجل استمرار الفريق. فقرر بن مودى المغادرة وتم استبداله بعازف الإيتار تيري بالسامو والذي كان يعزف مع فرقة كولد (Cold).
رحيل بويد وأستبداله بمكورد
في يوليو 2006 وقبل إصدار البوم الباب المفتوح قرر ويليام بويد عدم الذهاب مع إفانيسنس في جولة غنائية أخرى مفضلا البقاء بالقرب من عائلتة لذا تم استبدالة بعازف الجيتار تيم مكورد والذي كان يعزف مع فرقة ريفوليوشن سمايل (Revolution Smile).
أقالة ليكونت وأستقالة روكى جراي
في مايو 2007 قامت ايمي لي بالاتصال بجون ليكونت وأخبرتة بخبر أقالتة من الفريق وحتى الآن لم يصفح أي من الطرفين عن الأسباب الحقيقية وراى هذا القرار إلا أن صديق ليكونت روكى جراي عندما علم بهذا القرار قرر هو أيضا ان يترك الفريق.
و في 17 مايو 2007 استعان أفانيسنس بعازف الطبول ويل هانت وعازف الإيتار تروي مكلاورن وكلا الغازفين من فريق دارك نيو داي (Dark New Day) وقد المحت ايمي لي انها استعانت بهم فقط من أجل الجولة الاوربية، وبعد ذلك ترك مكلاورن الفرقة وانضم بشكل رسمي لإڤانيسنس واصبح ويل هانت عضواً في الفرقتين معاً.

## أعضاء الفريق

### الاعضاء الحاليين
- ايمي لي – مغنية رئيسية، بيانو، آلة مفاتيح، قيثار (منذ 1995)
- تيم مكورد – غيتار البيس (منذ 2006)
- ويل هانت – درمز (منذ 2007)
- تروي مكلاورن – غيتار رئيسي، مغني مساند (منذ 2011)
- جين ماجورا - غيتار إيقاعي، مغنية مساندة (منذ 2015)

### الاعضاء السابقين
- بن مودي – غيتار رئيسي (1995 – 2003)
- دايفيد هودج – آلة المفاتيح، مغني مساند، بيانو (1999 – 2003)
- روكى جراى – درمز (2003 – 2007)
- جون ليكونت – غيتار إيقاعي، مغني مساند (2003 – 2007)
- ويليام بويد – غيتار البيس (2003 – 2006)
- تيري بالسامو – غيتار رئيسي (2003 – 2015)

## قائمة أعمال

### ألبومات إستوديو
| العنوان       | تفاصيل الألبوم                                         | أعلى مرتبة وصل إليها | أعلى مرتبة وصل إليها | أعلى مرتبة وصل إليها | أعلى مرتبة وصل إليها | أعلى مرتبة وصل إليها | أعلى مرتبة وصل إليها | أعلى مرتبة وصل إليها | أعلى مرتبة وصل إليها | أعلى مرتبة وصل إليها | أعلى مرتبة وصل إليها | مبيعات/نسخة |
| العنوان       | تفاصيل الألبوم                                         | الولايات المتحدة     | أستراليا             | النمسا               | كندا                 | فرنسا                | ألمانيا              | هولندا               | نيوزيلندا            | سويسرا               | المملكة المتحدة      | مبيعات/نسخة |
| ------------- | ------------------------------------------------------ | -------------------- | -------------------- | -------------------- | -------------------- | -------------------- | -------------------- | -------------------- | -------------------- | -------------------- | -------------------- | --- |
| Fallen        | - تاريخ الإصدار: 4 مارس، 2011 - شركة تسجلات: Wind-up   | 3                    | 1                    | 1                    | 1                    | 2                    | 2                    | 2                    | 2                    | 2                    | 1                    | - عالميا: 17 مليون نسخة - الولايات المتحدة: 7,6 مليون نسخة - المملكة المتحدة: 1.2 مليون نسخة - فرنسا: 657,700 نسخة - كندا: 700,000 نسخة - ألمانيا: 500,000 نسخة - اليابان: 238,000 نسخة |
| The Open Door | - تاريخ الإصدار: 3 أكتوبر 2006 - شركة تسجلات: Wind-up  | 1                    | 1                    | 2                    | 2                    | 2                    | 1                    | 2                    | 2                    | 1                    | 2                    | - عالميا: 5 مليون نسخة - الولايات المتحدة: 2,1 مليون نسخة |
| Evanescence   | - تاريخ الإصدار: 11 أكتوبر 2011 - شركة تسجلات: Wind-up | 1                    | 5                    | 4                    | 2                    | 8                    | 5                    | 14                   | 3                    | 4                    | 4                    | - الولايات المتحدة: 421,000 نسخة - المملكة المتحدة: 100,000 نسخة |

### ألبومات مباشرة
| العنوان           | تفاصيل الألبوم                                       | أعلى مرتبة وصل إليها | أعلى مرتبة وصل إليها | أعلى مرتبة وصل إليها | أعلى مرتبة وصل إليها | أعلى مرتبة وصل إليها | أعلى مرتبة وصل إليها | أعلى مرتبة وصل إليها | أعلى مرتبة وصل إليها | أعلى مرتبة وصل إليها | أعلى مرتبة وصل إليها | مبيعات/نسخة                                               |
| العنوان           | تفاصيل الألبوم                                       | الولايات المتحدة     | أستراليا             | النمسا               | كندا                 | فرنسا                | ألمانيا              | هولندا               | نيوزيلندا            | سويسرا               | المملكة المتحدة      | مبيعات/نسخة                                               |
| ----------------- | ---------------------------------------------------- | -------------------- | -------------------- | -------------------- | -------------------- | -------------------- | -------------------- | -------------------- | -------------------- | -------------------- | -------------------- | --------------------------------------------------------- |
| Anywhere but Home | - تاريخ الإصدار: 4 مارس، 2011 - شركة تسجلات: Wind-up | 39                   | 33                   | 10                   | —                    | 22                   | 19                   | 18                   | 40                   | 10                   | —                    | - عالميا: 1.5 مليون نسخة - الولايات المتحدة: 687,000 نسخة |

### اسطوانات مطولة
| السنة | تفاصيل الألبوم                                                                                    |
| ----- | ------------------------------------------------------------------------------------------------- |
| 1998  | Evanescence - تاريخ الإصدار: ديسمبر 1998 - شركة تسجلات: Bigwig Enterprises - الصيغة: CD           |
| 1999  | Sound Asleep / Whisper - تاريخ الإصدار: اغسطس 1999 - شركة تسجلات: Bigwig Enterprises - الصيغة: CD |
| 2003  | Mystary - تاريخ الإصدار: يناير 2003 - شركة تسجلات: Wind-up - الصيغة: CD                           |

## وصلات خارجية
- إفانيسنس على موقع IMDb (الإنجليزية)
- إفانيسنس على موقع ميوزك برينز (الإنجليزية)
- إفانيسنس على موقع رولينغ ستون (الإنجليزية)
- إفانيسنس على موقع أول ميوزيك (الإنجليزية)
- إفانيسنس على موقع ديسكوغز (الإنجليزية)
- موقع إفانيسنس الرسمي (بالإنجليزية)